# Tratado Japón-Corea de 1904
Para el tratado firmado posteriormente en 1904, ver Acuerdo Japón-Corea de agosto de 1904
El Tratado Japón-Corea de 1904 se hizo entre representantes del Imperio del Japón y el Imperio de Corea en 1904. Las negociaciones concluyeron el 23 de febrero de 1904.

## Disposiciones del tratado
El preámbulo del tratado afirmaba que el enviado extraordinario y el ministro plenipotenciario de Su Majestad el Emperador de Japón y el ministro de Estado de Asuntos Exteriores y provisional de Su Majestad el Emperador de Corea estaban "respectivamente debidamente facultados" para negociar y acordar el lenguaje específico. del tratado bilateral propuesto:
- Artículo I

Con el propósito de mantener una amistad permanente y sólida entre Japón y Corea y establecer firmemente la paz en el Lejano Oriente, el Gobierno Imperial de Corea depositará plena confianza en el Gobierno Imperial de Japón y adoptará el consejo de este último con respecto a las mejoras en la administración.
- Artículo II

El Gobierno Imperial de Japón, en un espíritu de amistad firme, garantizará la seguridad y el descanso de la Casa Imperial de Corea.
- Artículo III

El gobierno imperial de Japón garantiza definitivamente la independencia y la integridad territorial del imperio coreano.
- Artículo IV

En caso de que el bienestar de la Casa Imperial de Corea o la integridad territorial de Corea estén en peligro por la agresión de un tercer poder o disturbios internos, el Gobierno Imperial de Japón tomará inmediatamente las medidas necesarias según lo requieran las circunstancias, y en tal caso el Gobierno Imperial de Corea dará facilidades completas para promover la acción del gobierno imperial japonés. El Gobierno Imperial de Japón puede, para el logro del objeto mencionado anteriormente, ocupar cuando las circunstancias requieran los lugares que sean necesarios desde puntos de vista estratégicos.
- Artículo V

Los gobiernos de los dos países no celebrarán en el futuro sin consentimiento mutuo con un tercer poder un acuerdo que pueda ser contrario a los principios del presente protocolo.
- Artículo VI

Los detalles relacionados con el presente protocolo se organizarán según lo requieran las circunstancias entre el Ministro de Relaciones Exteriores de Corea y el representante del Imperio de Japón.
- Hayashi Gonsuke, Enviado Extraordinario y Ministro Plenipotenciario (fechado, el día 23 del segundo mes del año 38 de Meiji)
- Yi Ji-yong, Ministro de Asuntos Exteriores interino (fechado, el día 23 del segundo mes del octavo año de Kwangmu)

## Rescisión

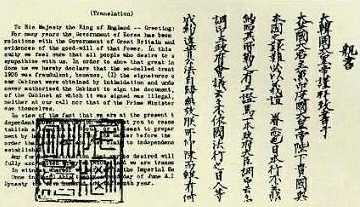
El análisis de Gojong del "tratado de 1905" es solo uno de los muchos esfuerzos para invalidar las consecuencias de un proceso coercitivo.

Este "supuesto tratado" se ideó en un proceso coercitivo; y los coreanos buscaron invalidar las consecuencias no deseadas presentando evidencia a la comunidad internacional. Por ejemplo,
- 1905: el emperador Gojong del Imperio coreano escribió personalmente a los jefes de Estado de aquellos países que tienen tratados con Corea; y el gobierno coreano presentó apelaciones formales y envió avisos formales por cable,[7] pero estos gestos diplomáticos no fueron válidos.
- 1907: En lo que a veces se llama el "asunto del emisario secreto de La Haya", los emisarios coreanos buscaron sin éxito buscar asistencia internacional en la Convención de La Haya de 1907 en La Haya, Países Bajos en 1907.[8]
- 1921: representantes coreanos intentaron obtener una audiencia en la Conferencia Naval de Washington de 1921; pero el esfuerzo fue ineficaz.[9]

Este tratado fue confirmado como "nulo y sin efecto" por el Tratado de Relaciones Básicas entre Japón y la República de Corea concluido en 1965. En 2010, Japón argumentó que el punto de referencia cronológico para "ya nulo y sin efecto" fue el 15 de agosto de 1948, cuando se estableció el gobierno de la República de Corea. Este punto de vista es disputado por el análisis coreano, que interpreta el tratado de 1965 como un reconocimiento de la anulación de todos los tratados y acuerdos japonés-coreanos desde 1904 en adelante.